# لي غرانت (ممثلة)
لي غرانت (بالإنجليزية: Lee Grant)‏ هي مصممة رقص وممثلة نيوزيلندية، ولدت في 3 أغسطس 1931 في كارشالتون في المملكة المتحدة، وتوفيت في 22 يوليو 2016.

## وصلات خارجية
- لي غرانت على موقع IMDb (الإنجليزية)
- لي غرانت على موقع ميوزك برينز (الإنجليزية)
- لي غرانت على موقع قاعدة بيانات الفيلم (الإنجليزية)